# Livsstrategi
Teorien om planters livsstrategier er grundlagt af den engelske økolog John Philip Grime i 1979 Den kaldes også for C-S-R Trekantteorien, og den går ud på, at hver af plantearterne er tilpasset en bestemt, samlet påvirkning fra tre faktorer: konkurrence (C), stresstolerance (S) og ruderale betingelser (R). John Philip Grime udviklede i 1974 et nyt system til beskrivelse og klassificering af planters livsstrategier. Teorien bygger med andre ord på den grundtanke, at ethvert voksested kan beskrives i forhold til de tre målepunkter: Konkurrencesamfund, Stresssamfund og Ruderalsamfund.

## Konkurrencestrategi
Planter siges at satse på konkurrence, når de trives på steder med ringe grad af stress og forstyrrelse, men høj intensitet i den indbyrdes biologiske konkurrence. Disse arter kan udkonkurere andre planter ved at være bedst til at udnytte de tilgængelige ressourcer. Konkurrencestrategien bygger på en kombination af gunstige egenskaber, heriblandt en hurtig tilvækst, en høj produktivitet (hastigt øget biomasse og en stor evne til at tilpasse sit ydre til de givne forhold (fænotypisk plasticitet). Det sidstnævnte træk gør det muligt for disse planter at kunne ændre både i deres fremtræden og i deres omfordeling af energi og stof til de dele, som har størst behov i løbet af vækstperioden.

## Stresstålsomhed
De stresstålsomme planter lever på steder med en høj grad af stress, men en lav grad af forstyrrelse. Arter med denne strategi har almindeligvis en langsom tilvækst, blade med lang holdbarhed, effektiv tilbageholdelse af næringsstoffer, men lav grad af fænotypisk formbarhed. De stresstålsomme arter besvarer miljøstress ved fysiologisk variation. Disse arter findes ofte i stressende omgivelser som f.eks. kulde- eller tørkeprægede levesteder, dyb skygge, næringsfattig jord eller meget lave pH-værdier.

## Ruderaladfærd
Ruderatplanter er arter, som udnytter situationer, hvor der er en høj grad af forstyrrelse, men lavt stressniveau. Disse planter er hurtigtvoksende, de gør deres livsforløb færdigt på kort tid, og de producerer ofte store mængder frø. Arter med denne strategi findes ofte som pionerplanter på steder, som er blevet forstyrret for kort tid siden, og de er ofte enårige urter. Det er påfaldende, at langt de fleste af vore ukrudtsarter hører hjemme blandt R-strategerne. De har arvet en evne til at overleve og formere sig i et uroligt og truet miljø. Landbrugets strategi er netop at forstyrre successionen hvert eneste år for at kunne skabe nicher, der passer til de enårige afgrøder. Men nicherne passer altså også til de enårige og flerårige ukrudtsplanter, jordbundens pionerer.

## Oversigt
I det følgende ses dels de væsentligste udfordringer, som nicherne byder planterne, og dels deres modsvarende strategier for artens overlevelse:
| Miljø                                        | Vigtigste udfordring      | Strategi               | Betegnelse                   | Eksempel                                     |
| -------------------------------------------- | ------------------------- | ---------------------- | ---------------------------- | -------------------------------------------- |
| Konkurrencesamfund: Stabilt og ressourcerigt | Konkurrence om ressourcer | Individets vækst       | Konkurrence (C-strategi)     | Almindelig Draphavre (Arrhenatherum elatius) |
| Stresssamfund: Stabilt, men fattigt          | Mangel på ressourcer      | Individets overlevelse | Stresstolerance (S-strategi) | Almindelig Engelsød (Polypodium vulgare)     |
| Ruderatsamfund: Ustabilt og ressourcerigt    | Destruktion               | Hurtig formering       | Ruderaladfærd (R-startegi)   | Almindelig Fuglegræs (Stellaria media)       |